# ウスター (スイス)
ウスター（ドイツ語: Uster）は、スイス連邦チューリッヒ州にある基礎自治体（ゲマインデ）。チューリッヒ州において3番目に大きい都市。グライフェン湖に面している。
ウスターが最初に文献に登場するのは西暦775年であった。ウスター城が初めて言及されたのは1267年であった。

## 学校

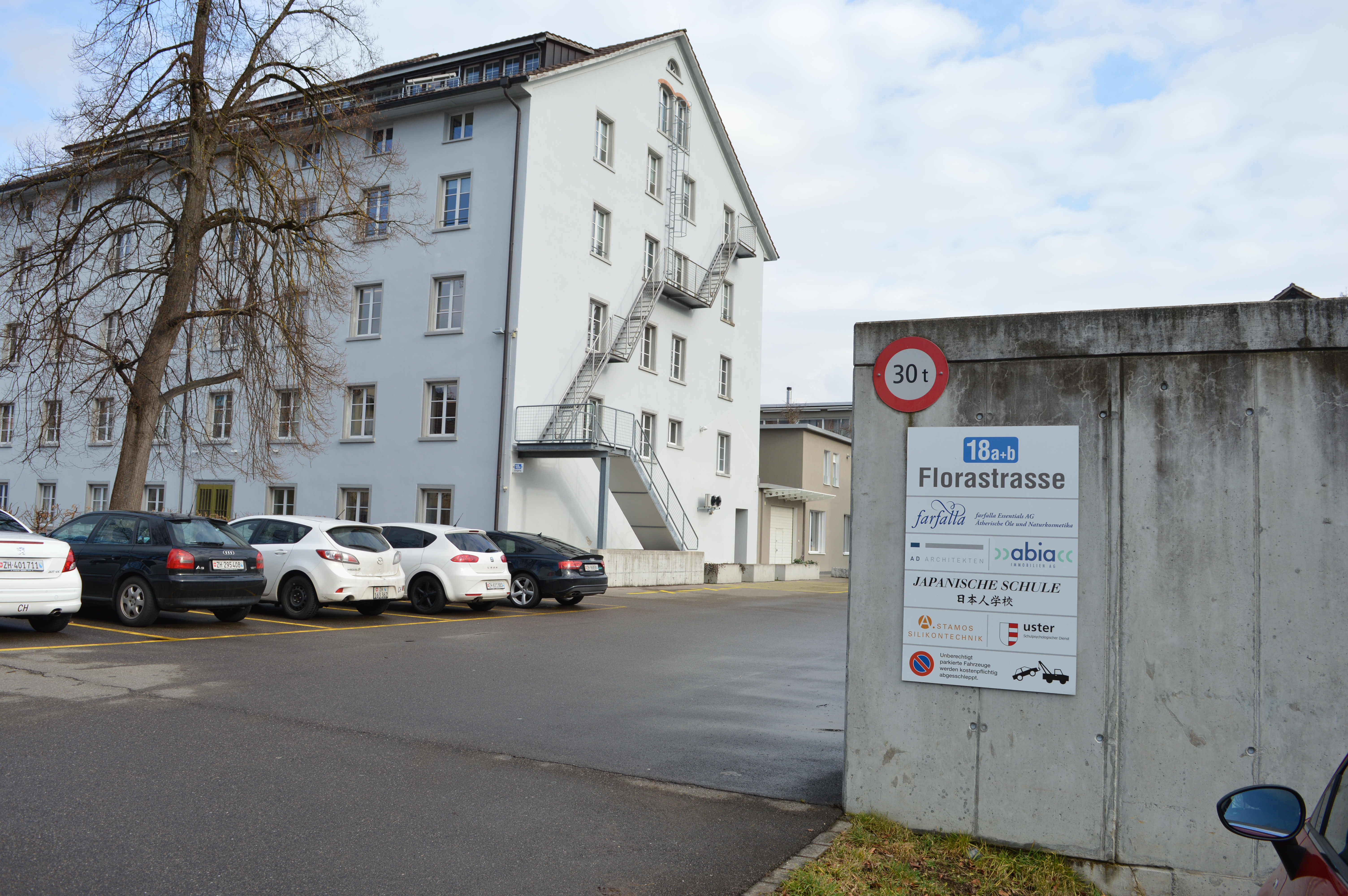
チューリッヒ日本人学校 (英語版)

- チューリッヒ日本人学校